# Kemerköy (Kozan)
Kemerköy ist ein Ortsteil (Mahalle) im Landkreis Kozan der türkischen Provinz Adana mit 156 Einwohnern (Stand: Ende 2024). Im Jahr 2011 hatte Kemerköy 196 Einwohner.